# カストラーノ
カストラーノ（伊: Castorano）は、イタリア共和国マルケ州アスコリ・ピチェーノ県にある、人口約2,200人の基礎自治体（コムーネ）。

## 地理

### 位置・広がり
アスコリ・ピチェーノ県のコムーネ。県都アスコリ・ピチェーノから東北東へ14kmの距離にある。

#### 隣接コムーネ
隣接するコムーネは以下の通り。
- アスコリ・ピチェーノ
- カステル・ディ・ラーマ
- コッリ・デル・トロント
- モンサンポーロ・デル・トロント
- オッフィダ
- スピネートリ

### 気候分類・地震分類
カストラーノにおけるイタリアの気候分類 (it) および度日は、zona D, 1966 GGである。
また、イタリアの地震リスク階級 (it) では、zona 2 (sismicità media) に分類される。

## 行政

### 分離集落
カストラーノには、以下の分離集落（フラツィオーネ）がある。
- Pescolla, San Silvestro, Rocchetta

## 姉妹都市
- Dobrcz、ポーランド
- Noisy-sur-École、フランス